# Fenomenológia
A fenomenológia szubjektív idealista filozófiai irányzat, amelyet Edmund Husserl alapított és amely nagy hatással volt a 20. századi filozófiára. Központi tétele, hogy nincs objektum szubjektum nélkül.
A fenomenológusok a vallási megnyilvánulások különböző formáira úgy tekintenek, hogy az a vallás gyakorlatában résztvevők számára értékként jelentkezik. A kutató a jelenség leírására szorítkozik.
A fenomenológia célja, hogy a vallást saját terminológiájával olyan realitásként mutassa be, amely nem redukálható szociológiai vagy pszichológiai funkciókra.
|                |                  |                       |
| Edmund Husserl | Martin Heidegger | Maurice Merleau-Ponty |

## Etimológia
A fenomenológia kifejezés a phainomenon („fenomén”, szó szerint „a megjelenő”, „a megmutatkozó”, „a jelenség”) és a logosz („tan”) görög szavak összetételéből származik. 
Husserl nem a görög filozófiából, hanem Kanttól kölcsönözte a kifejezést. Ugyanis Kant volt az, aki felrótta az addigi metafizikusoknak, hogy a „magánvaló dolog” (Ding an sich) megismerésében elhanyagolták a jelenség („a fenomén”) megismerésével kapcsolatos filozófiai problémákat, a jelenséget pedig a látszattal azonosították. Pedig – állította Kant – a látszat nem maga a valóság, míg a jelenség valóságos dolog. Az igazi ismeretet a jelenség megismerése adja.

## Áttekintés
A fenomenológia alapvető irányelvei, megközelítési módjai:
- A fenomenológusok elutasítják az objektív kutatás fogalmát. Ehelyett inkább a feltételezéseket a "fenomenológikus epokhé"-folyamat által csoportosítják.
- Úgy vélik, hogy a mindennapi emberi viselkedés elemzése a természet teljesebb megértéséhez vezet.
- Azt állítják, hogy a személyeket kell feltárni. Ez azért van, mert a személyeket azáltal lehet megérteni, hogy milyen egyedi módokon tükrözik vissza a társadalmat, amelyben élnek.
- A fenomenológusok a hagyományos adatok gyűjtése helyett a "captákat" vagyis tudatos élményeket gyűjtenek.
- Szerintük a fenomenológia a felfedezés irányába mutat, ezért a kutatásban olyan módszereket használnak, melyek sokkal kevésbé korlátozóak, mint más tudományokban.[2]

A fenomenológia nem azt a kérdést teszi fel, hogy pl. létezik-e Isten?, hanem hogyan jelenik meg Isten az emberi tudatban? 

## A fenomenológia önmagáról
„Fenomenológiának nevezik a századforduló idején a filozófiában érvényre jutó újfajta leíró módszert, valamint a belőle kifejlődő a priori tudományt; az utóbbinak az a rendeltetése, hogy szigorúan tudományos filozófia elvi organonja legyen, s következetes alkalmazása révén valamennyi tudomány módszertani reformját lehetővé tegye”
Edmund Husserl (1859-1938)
A fent olvasható szöveggel kezdődik a fenomenológia megalkotójának, Edmund Husserl-nek az Encyclopædia Britannica számára 1929-ben írott cikke.
A fenomenológia képezi az egzisztencializmus alapjait, Heidegger, Scheler filozófiáját is. De olyan filozófusoknak is alapul szolgál, mint Edith Stein, vagy van Breda, akik a fenomenológiát neotomizmussal ötvözik egybe.
A fenomenológia két fő képviselője, Maurice Merleau-Ponty (1906-1961) és Edmund Husserl mellett ismert fenomenológus Martin Heidegger, a francia fenomenológiában etikai vetülete Emmanuel Lévinas, ennek ismeretelméleti továbbfejlesztése Marc Richir, illetve újabban a skandináv és angolszász országokban az analitikus filozófia is fenomenológiai eredetű kérdésekkel foglalkozik.
Míg Husserl a fenomenológiát rendszerként (a priori tudományként) és módszerként írta le, más gondolkodók úgy vélték, inkább csak módszerként tekinthető. Az érvek a következők:
1. A fenomenológia legjelentősebb gondolata az „intencionális élményben adott fenomén”. Ez a gondolat azonban nemcsak a filozófiában van jelen, hanem egyaránt megtalálható az irodalomtörténetben, a művészettörténetben és a társadalomtudomány sok más területén is.
2. Mikor Husserl önálló létet adott az univerzális mozzanatoknak, visszatért egy módosított kantiánus álláspontra, melynek létjogosultsága megkérdőjelezhető. Ezért helyesebb a fenomének univerzális mozzanatát a nyelvhasználatban keresni.
3. A természettudományok területén a fenomenológia mindeddig nem bizonyult termékenynek, jól alkalmazhatónak.

## A fenomenológia problémái
Husserl szerint ami a megismerő ember számára adott, az nem a magyarázatra szoruló anyagi világ, hanem a fenomének. A fenomenológus feladata a fenomének előítéletektől mentes leírása. A filozófiailag helyes módon leírt fenoméneket Husserl szerint, a priori „lényeg-osztályokhoz” (eidoszok) tartozókként ismerhetjük fel. A fenomenológia központi kategóriája: a tudat „intencionalitása”, azaz nincs objektum szubjektum nélkül.
A fenomenológia további fontos problémája a szabad akarat kérdése,
az egyéni célok meghatározása, valamint a megvalósítását lehetővé tevő akaratlagos erőfeszítések.

## A fenomén
Fenoménnak nevezzük azt a jelenséget, amely az intencionális élményben adott, és a megismerő tudat számára jelenvalóság. Ha látok egy tárgyat, akkor nem lehetek sohasem biztos, hogy a látvány híven reprezentálja a megismeréstől független objektumot, de biztos lehetek abban, hogy van egy olyan élményem, hogy látom az illető dolgot. Tehát amit megismerek ebben az élményben, az nem maga az objektum, hanem a „fenomén” lesz.

## A fenomenológia létrejötte a pszichologizmus bírálatából
A 19. század egyik fontos filozófiai kérdése az volt, hogy „Vajon a pszichológia szolgál-e a logika alapjául?”. Azt az álláspontot, hogy a logikának a pszichológiában kell megalapozottnak lennie, pszichologizmusnak nevezzük.
Husserl a következőképpen vitatta a pszichologizmust: ha a logika a pszichológia része, vagy olyan tudomány amely a pszichológiára alapoz, akkor a logikai állítások visszavezethetőek kell hogy legyenek pszichológiai állításokra. Csakhogy a pszichológiai és logikai állítások fajtájukat tekintve tökéletesen különbözőek, következésképpen a logikai állítások nem vezethetőek vissza pszichológiai állításokra az alábbi négy körülmény miatt:
1. A pszichológia tényekkel foglalkozik, állításai empirikus jellegűek. A logika ellenben szükségszerű összefüggésekkel foglalkozik, nem empirikusak az állításai.
2. Az empirikus állítások csupán valószínűek. Egy szükségszerűen igaz állítás sohasem cáfolható empirikus állítással.
3. Egy szükségszerűen igaz állítás nem cáfolható indukció segítségével. Az empirikus ismeretek alapján alkotott ismereteket indukció alapján szerezzük.
4. Az empirikus szabályszerűségek tényeken alapulnak, míg a logikai törvények minden lehetséges világban érvényesek.

## Fenomenológiai redukció
Fenomenológiai redukció az az eljárás, amikor a világot képletesen zárójelbe tesszük (ami azonban nem jelenti létezésük tagadását), és vizsgálódásainkat az intencionális élményekre és a bennük adott fenoménekre korlátozzuk. E redukciós eljárás lényege pontosan abban áll, hogy a külvilág létére vonatkozó feltételezéseink felfüggesztésével a szituációs kötöttségeinkből kiemeljen bennünket, s létrehozza az úgynevezett érdekmentes szemlélő pozícióját. A fenomenológiai redukció eljárásához bármely szituáció kiindulópontként szolgálhat, nincs különösebb jelentősége, hogy honnan indul ki a fenomenológus, hiszen minden, a fenomenológiai módszer szempontjából helyesen végigjárt útvonal ugyanoda, a tiszta tudat transzcendentális szférájába vezet.

### Magyarul
- A Magyar Fenomenológiai Egyesület honlapja
- A szubjektum problémája. Kortárs fenomenológiai tanulmányok; szerk. Boros Gábor, Ullmann Tamás; Tudástársadalom Alapítvány, Csömör, 2004 (Világosság könyvek)
- Bernhard Waldenfels: A normalizálás határai. Tanulmányok az idegen fenomenológiájáról; ford. Csatár Péter, Kukla Krisztián; Gond-Cura Alapítvány, Budapest, 2005 (Gutenberg tér)
- Maurice Merleau-Ponty: A filozófia dicsérete; ford. Sajó Sándor; Európa, Budapest, 2005 (Mérleg)
- Jean-Paul Sartre: A lét és a semmi. Egy fenomenológiai ontológia vázlata; ford. Seregi Tamás; L'Harmattan–SZTE Filozófia Tanszék, Budapest–Szeged, 2006 (Rezonőr)
- Transzcendencia és megértés. Etika és metafizika Lévinas filozófiájában. Emmanuel Lévinas Etika és végtelen című interjújával; szerk. Bokody Péter, Szegedi Nóra, Kenéz László; Magyar Fenomenológiai Egyesület, Budapest, 2008
- Max Scheler: A filozófia lényegéről; ford., tan., jegyz. Zuh Deodáth; Szt. István Társulat, Budapest, 2008 (Fides et ratio)
- A dolgok (és a szavak). A fenomenológiai kutatás kortárs problémái; szerk. Kenéz László, Rónai András; L'Harmattan–Magyar Fenomenológiai Egyesület, Budapest, 2008 (Dasein könyvek)
- Roman Ingarden: A felelősségről. Ontikus fundamentumai; ford. Bruncsák István, utószó Sárkány Péter; Logoterápia Alapítvány–Attraktor, Budapest–Máriabesnyő-Gödöllő, 2008 (Vita Sarmatica)
- Mi a fenomenológia? Szöveggyűjtemény a realista fenomenológiához; ford., tan. Szalay Mátyás, szerk. Szalay Mátyás, Sárkány Péter; Jel, Budapest, 2009 (Paideia könyvek)
- Darida Veronika: Művészettapasztalatok. Fenomenológiai megközelítések; L'Harmattan, Budapest, 2009
- Husserl és a Logikai vizsgálódások. Ismeretfilozófia és fenomenológiai filozófia; szerk. Varga Péter András, Zuh Deodáth; L'Harmattan–Magyar Daseinanalitikai Egyesület, Budapest, 2009 (Dasein könyvek)
- Perlekedő rokonok? Analitikus filozófia és fenomenológia; szerk. Bács Gábor et al.; L'Harmattan, Budapest, 2011
- Sartre és Merleau-Ponty. A francia fenomenológia klasszikus korszaka; szerk. Ullmann Tamás, Váradi Péter; L'Harmattan, Budapest, 2011
- Szigeti Attila: A testet öltött másik. Kortárs fenomenológiai tanulmányok; Pro Philosophia, Kolozsvár, 2011 (Műhely)
- Vajda Mihály: Fiatalkori írások; Kalligram, Pozsony, 2013 (Vajda Mihály válogatott művei)
- Varga Péter András: A fenomenológia keletkezése; ELTE BTK Filozófiai Intézet–L'Harmattan–Magyar Filozófiai Társaság, Budapest, 2013 (Cogito könyvek)
- Kortársunk, Husserl. Tanulmányok a 150 éves Edmund Husserl filozófiájáról; szerk. Varga Péter András, Zuh Deodáth; ELTE Eötvös, Budapest, 2013
- Hatalom és filozófia. Hermeneutikai, fenomenológiai megközelítések; szerk. Schwendtner Tibor; L'Harmattan–Magyar Daseinanalitikai Egyesület, Budapest, 2016 (Dasein könyvek)
- Imagináció a filozófiában. Hermeneutikai, fenomenológiai, vallásfilozófiai megközelítések; szerk. Fehér M. István et al.; L'Harmattan–MTA-ELTE Hermeneutika Kutatócsoport, Budapest, 2017 (A filozófia útjai)
- Tudomány vagy tapasztalat? A fenomenológia és a naturalizmus szerepe a filozófiai elméletalkotásban; szerk. Bernáth László, Márton Miklós; MTA Bölcsészettudományi Kutatóközpont, Budapest, 2018
- Varga Péter András: A fenomenológia keletkezéstörténete mint filozófiai probléma; MTA BTK Filozófiai Intézet, Budapest, 2018
- Jan Patočka: Platón és Európa; ford. Varga György; MMA, Budapest, 2021 (Pars pro toto)

### Más nyelveken
- Newsletter of Phenomenology (online-newsletter)
- Studia Phaenomenologica ISSN 1582-5647
- What is Phenomenology?
- About Phenomenology
- About Edmund Husserl
- Stanford Encyclopedia of Philosophy entry
- Organization of Phenomenology Organizations O.P.O.
- Romanian Society for Phenomenology
- Bulletin d'analyse phénoménologique Archiválva 2013. október 14-i dátummal a Wayback Machine-ben
- Phenomenology Online